# Habenaria tosariensis
Habenaria tosariensis är en orkidéart som beskrevs av Johannes Jacobus Smith. Habenaria tosariensis ingår i släktet Habenaria och familjen orkidéer. Inga underarter finns listade i Catalogue of Life.